# Einar Uggla
Anders Einar Samuel Uggla, född 26 oktober 1888 i Giresta församling, Uppsala län, död 12 oktober 1956 i Maria Magdalena församling, Stockholm, var en svensk målare och kopist. 
Uggla studerade bland annat vid Wilhelmsons målarskola i Stockholm. Efter sina studier blev han en flitigt anlitad kopist och utförde bland annat 1944 en kopia av Johann Philip Lemkes monumentalmålning av Stenbocks övergång av Göta älv 1678 på Drottningholm för den topografiska avdelningen vid Göteborgs historiska museum. Han kom därefter att bli flitigt anlitad av olika museer som önskade kopieringar av stadshistoriska motiv och porträtt. Hans konst består förutom kopior av porträtt och landskapsskildringar. 
Einar Uggla är begravd på Solna kyrkogård.